# TTV Gönnern
Der TTV Gönnern ist ein Tischtennis-Verein aus dem Dorf Gönnern im Hessischen Hinterland.

## Geschichte
Der Verein wurde am 23. November 1966 als Turnverein Gönnern gegründet. Ein Jahr später nahm erstmals eine Tischtennismannschaft am Spielbetrieb teil. Nach zahlreichen Aufstiegen von der Kreisklasse bis zur 2. Bundesliga – zwischendurch (ab 1991) unter dem Namen TV Müller Gönnern und mit dem tschechischen Nationalspieler Miroslav Cecava – gelang 1996 der Aufstieg in die Bundesliga. Ab 1997 war der Verein unter dem Namen TTV RE-BAU Gönnern bekannt. Namensgeber war der Hauptsponsor, die RE-BAU GmbH in Gönnern. Da der Sponsorenvertrag nicht verlängert werden konnte, nennt sich der Verein seit Saisonbeginn 2006/07 wieder TTV Gönnern. Die größten Erfolge feierte die Mannschaft 2005 und 2006, als sie jeweils die Champions League gewann.
2009 zog sich der Verein aus finanziellen Gründen vom Profisport zurück. Die Spielberechtigung für die Bundesliga wurde auf den Verein TG Hanau übertragen, wohin die meisten Profispieler wechselten. Die erste Mannschaft spielt seitdem im Amateurbereich.

## Spieler und Trainer
Beim TTV Gönnern spielten die beiden bekannten deutschen Tischtennisspieler Timo Boll, der 1995 als 14-Jähriger nach Gönnern kam und den Verein zur Saison 2007/08 in Richtung Düsseldorf verließ, und Rekordnationalspieler Jörg Roßkopf (2000 bis 2007). Außerdem waren Slobodan Grujić, Wu Chih-Chi aus Taiwan, Steffen Mengel und Antonín Gavlas beim TTV aktiv.
Cheftrainer in Gönnern war Helmut Hampl, die Co-Trainer waren Gao Xiaojun, Tobias Beck und René Stork.

## Größte Erfolge
- Aufstieg in die 2. Bundesliga 1993
- Bundesligaaufstieg 1996
- DTTB-Pokalsieger 1997/98: 4:3-Endspielsieg gegen TTC Frickenhausen in der Aufstellung Xu Zengcai, Danny Heister, Timo Boll, Slobodan Grujic[3]
- ETTU-Cup-Halbfinale 1997/98
- DTTB-Pokalsieger 2001/02: 3:0-Sieg gegen Borussia Düsseldorf in der Aufstellung Danny Heister, Timo Boll und Slobodan Grujić
- Deutscher Vizemeister 2001 und 2002
- Champions-League-Sieger 2004/05, 2005/06: Jeweils Endspielsieg gegen Royal Villette Charleroi in der Besetzung Timo Boll, Jörg Roßkopf, Slobodan Grujić (Ergänzungsspieler: Patrick Baum)